# برنامج الفضاء المأهول الصيني
برنامج الفضاء المأهول الصيني (CMS)، والمعروف أيضًا باسم المشروع 921، هو برنامج فضائي طورته جمهورية الصين الشعبية، وتديره وكالة الفضاء المأهولة الصينية (CMSA) لرحلات الفضاء البشرية. يهدف إلى تطوير وتعزيز قدرات رحلات الفضاء البشرية للصين. وقد أُقرّ البرنامج في 21 سبتمبر/أيلول 1992م، وهو قيد التنفيذ منذ ذلك الحين. نجح البرنامج في وضع أول مواطن صيني في مدار حول الأرض في تاريخ 15 أكتوبر 2003م.
يتولى قيادة برنامج الفضاء المأهول الصيني حاليًا كلٌّ من شو شيويه تشيانچ وتشو جيان بينچ على التوالي. يشغل هذا الأخير هذا المنصب منذ عام 2006، بعد أن تولى المنصب خلفاً لوانچ يونچ تشي، الذي شغل منصب المدير الأول من عام 1992 إلى عام 2006م.

## البعثات

### البعثات الغير مأهولة
| الاسم   | تاريخ الإطلاق  | المدة                    | تاريخ الهبوط   | ملاحظات                                                         |
| ------- | -------------- | ------------------------ | -------------- | --------------------------------------------------------------- |
| شنتشو 1 | 19 نوفمبر 1999 | 0 أيام 21 ساعات 11 دقيقة | 20 نوفمبر 1999 | رحلة اختبار طيران غير مأهولة                                    |
| شنتشو 2 | 9 يناير 2001   | 7 أيام 10 ساعات 22 دقيقة | 16 يناير 2001  | كان على متنها قرد، كلب وأرنب وغيرها من الحيوانات، لأغراض علمية. |
| شنتشو 3 | 25 مارس 2002   | 6 أيام 18 ساعة 51 دقيقة  | 1 أبريل 2002   | حملت معها دمية اختبار.                                          |
| شنتشو 4 | 29 ديسمبر 2002 | 6 أيام 18 ساعة 36 دقيقة  | 5 يناير 2003   | حملت معها دمية اختبار وعدة تجارب علمية.                         |
| شنتشو 8 | 31 أكتوبر 2011 | 16 يوم 13 ساعة 34 دقيقة  | 17 نوفمبر 2011 | .                                                               |

### البعثات المأهولة
| الاسم    | تاريخ الإطلاق  | المدة                           | تاريخ الهبوط   | الطاقم                                   | ملاحظات                                                                                         |
| -------- | -------------- | ------------------------------- | -------------- | ---------------------------------------- | ----------------------------------------------------------------------------------------------- |
| شنتشو 5  | 15 أكتوبر 2003 | 0 يوم 21 ساعة 22 دقيقة 45 ثانية | 15 أكتوبر 2003 | يانغ لي وي                               | أول رحلة فضاء صينية مأهولة، 14 مدارا حول الأرض.                                                 |
| شنتشو 6  | 12 أكتوبر 2005 | 4 أيام 19 ساعة 33 دقيقة         | 16 أكتوبر 2005 | فيى جون لونغ نيه هايشنغ                  | عدة أيام في الفضاء، 75 مدارا حول الأرض.                                                         |
| شنتشو 7  | 25 سبتمبر 2008 | 2 أيام 20 ساعة 27 دقيقة         | 28 سبتمبر 2008 | تشاي تشي قانغ ليو بومينغ جينغ هاي بنغ    | أول طاقم من ثلاثة أشخاص، وأول نشاط خارج المركبة تقوم به الصين.                                  |
| شنتشو 9  | 16 يونيو 2012  | 12 يوم 15 ساعة 24 دقيقة         | 29 يونيو 2012  | جينغ هاي بنغ ليو وانغ ليو يانغ           | أول امرأة صينية في الفضاء; أول عملية إلتحام مع محطة الفضاء تيانجونج-1، 18 يونيو 2012، 6:07 UTC. |
| شنتشو 10 | 11 يونيو 2013  | 15 يوم                          | 26 يونيو 2013  | نيه هايشنغ تشانغ تشاو قوانغ وانغ يا بينغ | ثاني امرأة صينية في الفضاء; ثاني عملية إلتحام مع محطة الفضاء تيانجونج-1.                        |
| شنتشو 11 | 17 أكتوبر 2016 | -                               | -              | جينغ هاي بنغ تشن دونغ                    | رحلة مأهولة إلى محطة الفضاء تيانجونج-2                                                          |